# CRMP
Croatia Records Music Publishing (CRMP d.o.o.) je tvrtka u vlasništvu Croatia Records d.d. specijalizirana za reguliranje uvjeta korištenja autorskih glazbenih djela i digitalnu distribuciju.
Njihova djelatnost obuhvaća reguliranje uvjeta korištenja glazbe u medijima, reklamnim kampanjama, na filmu, u mobilnoj industriji, na internetu, pravnu zaštitu i promociju autorskog rada, suradnju s diskografima, udruženjima za kolektivnu zaštitu autorskih i srodnih prava, producentima, aranžerima i marketinškim agencijama.

## Povijest
Osnovan 1947. godine kao autorskopravni odjel nekadašnjeg Jugotona, od 1991. godine unutar najvećeg hrvatskog diskografa Croatia Records d.d., Croatia Records Music Publishing danas djeluje kao samostalna tvrtka.

## Izdavaštvo
Croatia Records Music Publishing raspolaže najvećim katalogom hrvatskih pjesama uključujući i najveći katalog master snimaka nastalih u posljednjih 40 godina od najpoznatijih hrvatskih izvođača, tekstopisaca i skladatelja, kao što su Arsen Dedić, Đorđe Novković, Damir Urban, Nenad Ninčević, Zlatan Stipišić Gibonni, Zdenko Runjić...

## Digitalija
Croatia Records Music Publishing je započeo digitalizaciju glazbenih djela izdanih od strane Croatia Recordsa te se bavi suradnjom marketinških agencija i producentskih kuća prilikom reguliranja svih prava potrebnih za komercijalno korištenje glazbe. Također se bavi i digitalnom distribucijom glazbe u direktnoj suradnji s Apple iTunes, Rebeat GMBH, Roba Music Verlag i drugim online shopovima.

## Vanjske poveznice
- Službena stranica
- Croatia Records